# Krylja
Krylja (russisk: Крылья) er en sovjetisk spillefilm fra 1966 af Larisa Sjepitko.

## Medvirkende
- Maja Bulgakova som Nadezjda Petrukhina
- Zjanna Bolotova som Tanja
- Panteleimon Krymov som Pavel Gavrilovitj
- Leonid Djatjkov som Mitja Grachov
- Vladimir Gorelov som Igor